# Luis Antonio Medina Jasso
Luis Antonio Medina Jasso (Tampico, Tamaulipas, 27 de enero de 1995) es un político mexicano. Es alcalde del municipio de Soto La Marina para el periodo 2021-2024.

## Biografía
Luis Antonio Medina Jasso nació el 27 de enero de 1995 en la ciudad de Tampico, Tamaulipas. Es hijo del matrimonio conformado por el empresario y político tamaulipeco Habiel Medina Flores y su esposa Ma. Irma Jasso Hernández. Es el menor de 3 hermanos.
Estudió la primaria en el Instituto Soto la Marina, colegio dirigido por religiosas católicas en Soto la Marina y la secundaria y preparatoria en el Colegio José de Escandón La Salle en Ciudad Victoria, Tamaulipas. Tiene estudios profesionales como médico cirujano por el Instituto Tecnológico y de Estudios Superiores de Monterrey. Se dedica a la agricultura y actividad empresarial en su municipio.

## Campaña proselitista
Inició su carrera política bajo las siglas del Partido del Trabajo en el 2021. El lema de su campaña fue "Hagamos Justicia para Soto la Marina", reclamando la existencia de injusticia social en el gobierno.
Tras 3 meses de campaña representando a la oposición, resultó electo con 7588 votos, convirtiéndose en el alcalde más votado en el municipio de Soto la Marina.